# Poospiza garleppi
La monterita de Cochabamba o montañero de Cochabamba (Poospiza garleppi) es una especie de ave paseriforme de la familia Thraupidae perteneciente al género Poospiza, hasta el año 2016 situada en el género Compsospiza. Es endémica de Bolivia.

## Distribución y hábitat
Se encuentra únicamente en el centro de Bolivia, en Cochabamba y en el norte de Potosí. Y, de forma disjunta, más al sur, en Chuquisaca.
Esta especie es considerada rara y local en sus hábitats naturales: los parches de bosquecillos leñosos y matorrales de altitud (con frecuencia en Polylepis) en la cordillera de los Andes, principalmente entre 2900 y 3650 m s. n. m..

## Estado de conservación
La monterita de Cochabamba ha sido calificada como amenazada de extinción por la Unión Internacional para la Conservación de la Naturaleza (IUCN), pues se presume que su muy pequeña población, estimada entre 270 y 2700 individuos maduros, está en rápida decadencia como resultado de la continua pérdida de hábitat. Todas las subpoblaciones son extremadamente pequeñas, y se estima que ninguna sobrepase los 250 individuos maduros.

## Sistemática

### Descripción original
La especie P. garleppi fue descrita por primera vez por el ornitólogo alemán Hans von Berlepsch en 1893 bajo el nombre científico Compsospiza garleppi; su localidad tipo es: «Vacas, Cochabamba, Bolivia.»

### Etimología
El nombre genérico femenino Poospiza es una combinación de las palabras del griego «poas»: hierba, y «σπιζα spiza» que es el nombre común del pinzón vulgar, vocablo comúnmente utilizado en ornitología cuando se crea un nombre de un ave que es parecida a un pinzón; y el nombre de la especie «garleppi» conmemora al colector alemán en la América tropical Gustav Garlepp (1862–1907).

### Taxonomía
La presente especie y Poospiza baeri estuvieron incluidas en el género Poospiza a partir de los años 1970, sin embargo, muchos autores no aceptaron esta inclusión y continuaron colocándolas en el género Compsospiza. En 2008, el Comité de Clasificación de Sudamérica (SACC) aprobó la Propuesta N° 366 rehabilitando el género  Compsospiza para estas dos especies.
En los años 2010, publicaciones de filogenias completas de grandes conjuntos de especies de la familia Thraupidae basadas en muestreos genéticos, demostraron que las dos especies eran hermanas y parientes próximas de las entonces denominadas Hemispingus goeringi y Hemispingus rufosuperciliaris, y que el clado formado por ellas era próximo a  Poospiza rubecula y Poospiza hispaniolensis. Burns et al. (2014) propusieron retener el género Compsospiza y definir nuevos géneros para rubecula e hispaniolensis. Posteriormente, Burns et al. (2016) recomendaron transferir las cuatro especies para el género Poospiza redefinido. En la Propuesta N° 730 Parte 08 al SACC se aprobó esta modificación taxonómica.
Es monotípica, no se reconocen subespecies.